# Elvers Peak
Elvers Peak ist ein 1615 m hoher Berg im westantarktischen Ellsworthland. Er ragt am südöstlichen Ende der Edson Hills in der Heritage Range des Ellsworthgebirges etwa 200 m aus den ihn umgebenden Eismassen auf.
Der United States Geological Survey kartierte ihn anhand eigener Vermessungen und Luftaufnahmen der United States Navy aus den Jahren von 1961 bis 1966. Das Advisory Committee on Antarctic Names benannte ihn 1966 nach dem US-amerikanischen Seismologen Douglas J. Elvers, der von 1965 bis 1966 an der zweiten Durchquerung des Königin-Maud-Lands im Rahmen des United States Antarctic Research Program beteiligt war.